# Двосхилий дах
Двосхи́лий або щипцевий дах — дах із двома нахиленими до зовнішніх стін схилами.
Вважається найкращим із трьох основних форм дахів (односхилий; двосхилий або щипцевий; чотирисхилий або шатровий), тому дуже поширений. У такому даху крокви спираються одна на одну, кожна пара стоїть окремо, і зв'язуються пари кроков латуванням. У торцях дах має трикутні стіни — фронтони або, інакше, щипці́. Під дахом облаштовується горище. Освітлюється та вентилюється горище двосхилого даху за допомогою вікон у фронтонах та (або) вікон на скатах, званих «слуховими».

## Комбінації
Комбінація двосхилого і шатрового даху утворює напіввальмовий дах, що за зручністю займає проміжне місце між двосхилим і шатровим дахами.
Перетином двох двосхилих дахів утворюють багатощипцевий дах.

## Типи двосхилих дахів

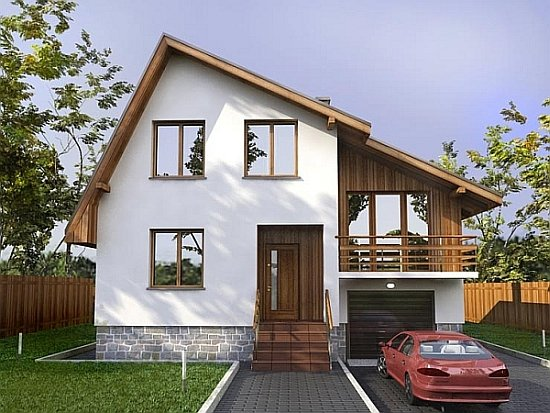
Дах із різними кутами нахилу скатів

Дахи з різними кутами нахилу скатів (тобто розташування гребеня не посередині будівлі) та з різною довжиною карнизних звисів застосовують за бажання замовника підкреслити архітектурну особливість житла. Така покрівля, попри оригінальний дизайн, має нераціональне використання горищного приміщення.

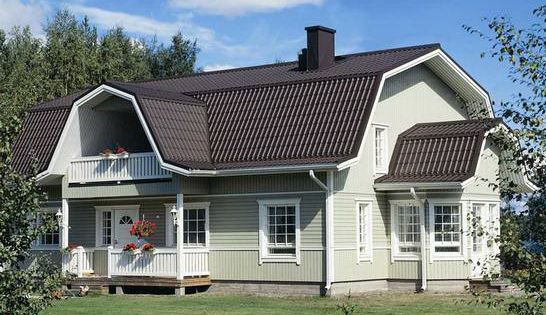
Ламаний щипцевий дах

Ламаний щипцевий дах застосовують тоді, коли є потреба використовувати горищне приміщення під мансарду. В такому даху збільшений об'єм горища дозволяє облаштувати мансарду, яку захищають від вологи та утеплюють.

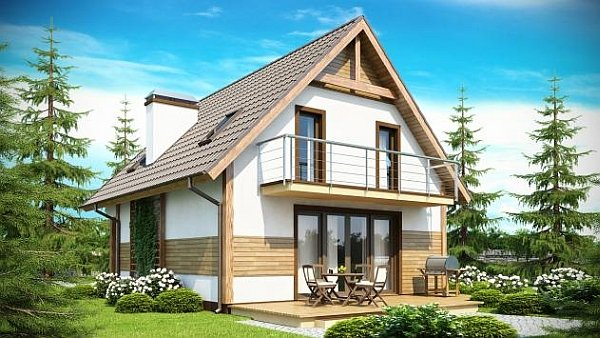
Двосхилий симетричний дах

Двосхилий симетричний дах має в основі рівнобедрений трикутник. Ортодоксальна форма і простота зведення зробили його популярним як серед фахівців-будівельників, так і серед початківців.